# Şəmkir (Rayon)
Şəmkir (auch Shamkir oder Semxir; russisch Шамкир) ist ein Rayon in Aserbaidschan. Verwaltungssitz des Bezirks ist die Stadt Şəmkir.

## Geografie
Der Rayon hat eine Fläche von 1660 km². Das Land liegt links des Flusses Kura, in der Ebene von Gandja-Gazakh. Im Norden beginnt der Große Kaukasus. Es gibt Silbererz- und Erdölvorkommen.

## Bevölkerung
Der Bezirk hat 220.700 Einwohner (Stand: 2021). 2009 betrug die Einwohnerzahl 190.400. Diese verteilen sich auf 53 Siedlungen.

## Wirtschaft
Im Bezirk wird vor allem Wein, Getreide und Gemüse angebaut sowie Viehzucht betrieben. Nördlich der Stadt Şəmkir befindet sich ein Wasserkraftwerk.

## Sehenswürdigkeiten
Nahe der Hauptstadt liegen die Reste der alten Stadt und Festung Şəmkir. Außerdem finden sich im Bezirk der Turm von Koroglu sowie steinzeitliche Monumente im Dorf Atabey.